# Matthäikirche (Bingum)

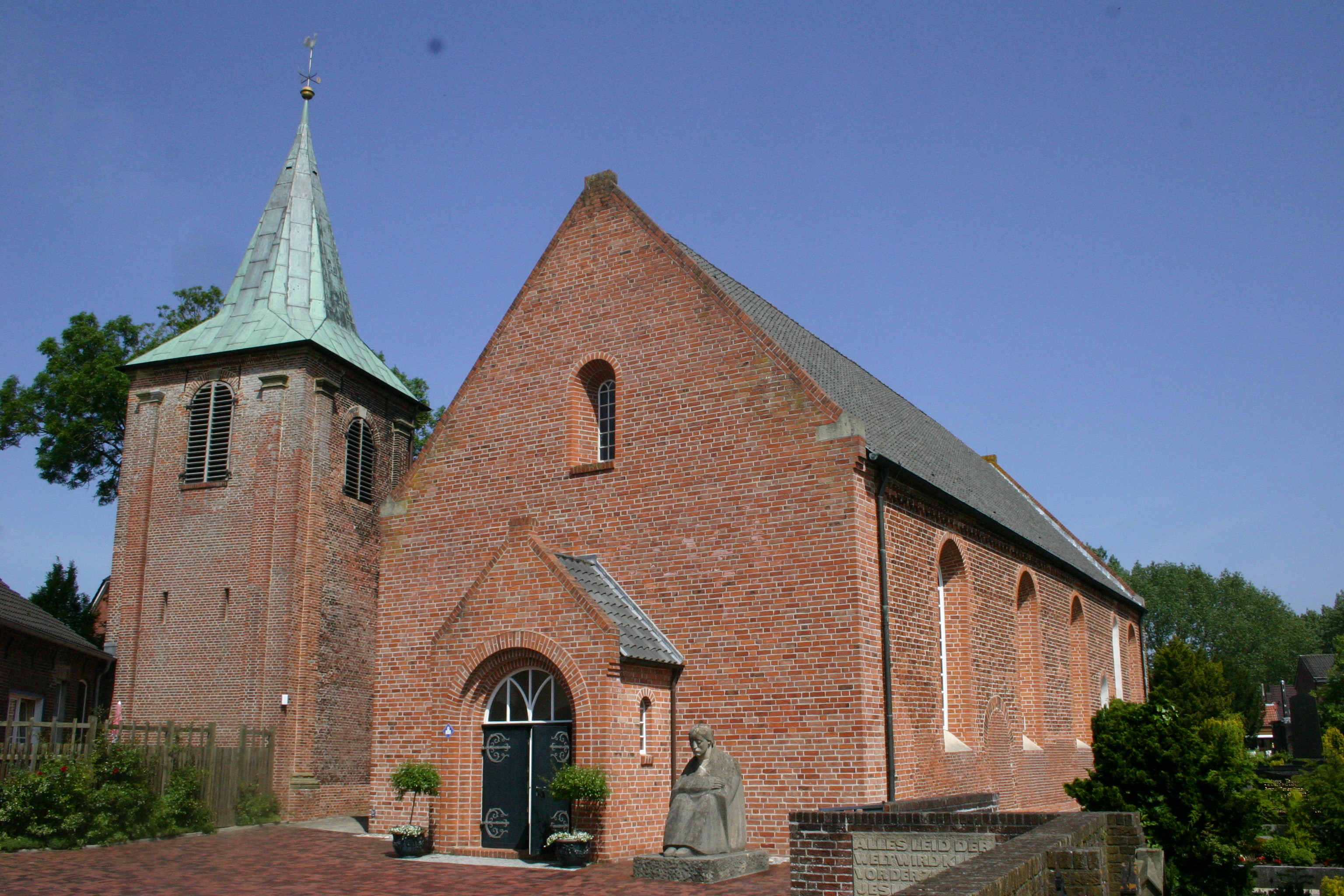
Matthäi-Kirche in Bingum von Südwesten

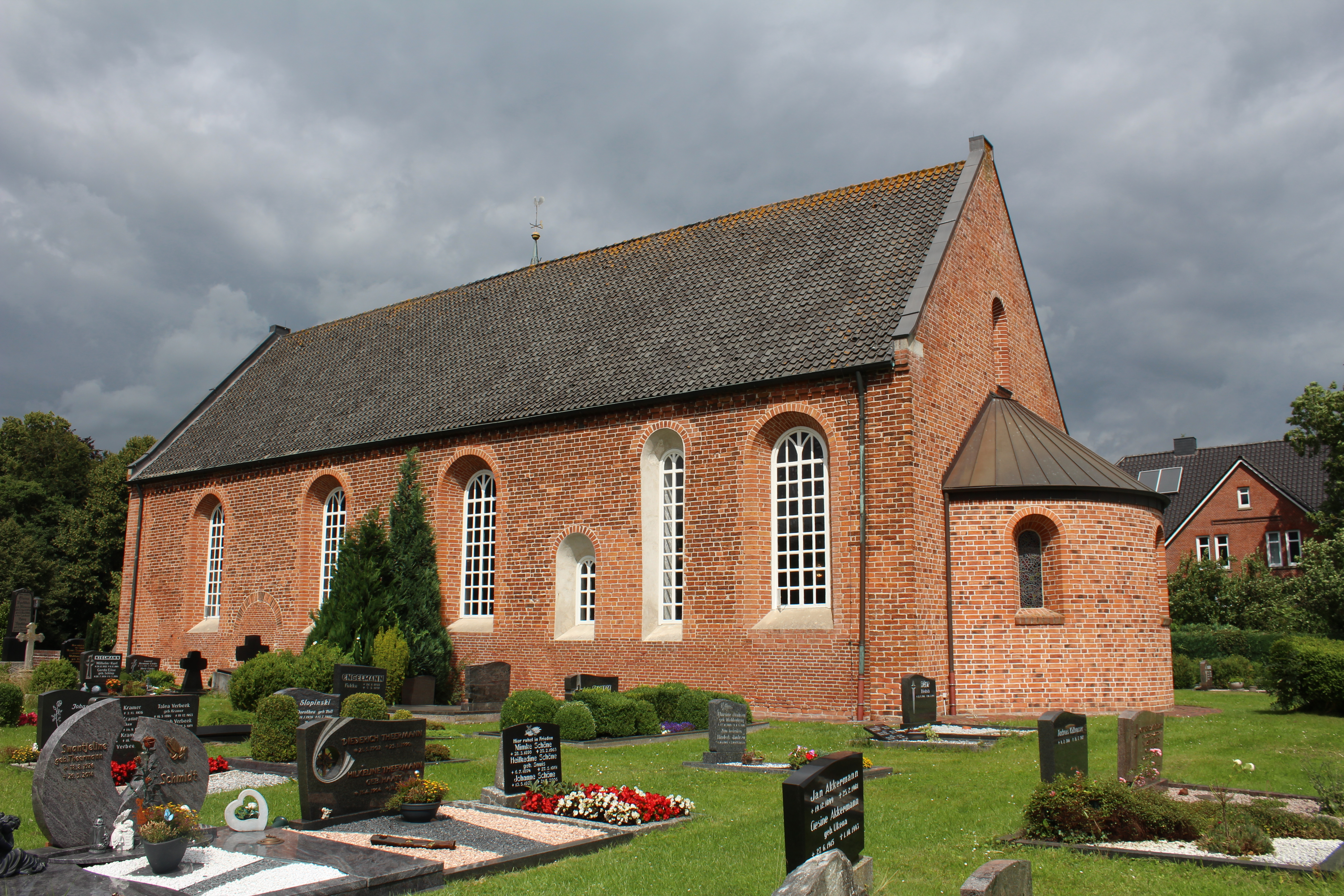
Ansicht von Südosten mit Blick auf die Apsis

Die evangelisch-lutherische Matthäikirche in Bingum (Ostfriesland) wurde zu Beginn des 13. Jahrhunderts errichtet und im Laufe der Jahrhunderte mehrmals eingreifend umgebaut.

## Geschichte
Die Kirche wurde im ersten Viertel des 13. Jahrhunderts als romanische Hallenkirche errichtet und ersetzte die vorherige Holzkirche. Sie erhielt an der Ostseite eine Apsis mit Halbkuppel und drei Fenstern. Im Mittelalter gehörte die Gemeinde zur Propstei Hatzum im Bistum Münster, bis sie sich um 1525 dem lutherischen Glauben anschloss. Die Mehrheit der Gemeinde war jedoch reformiert. Dies führte 1653/54 anlässlich einer neuen Berufung eines Pastors zu einem Abendmahlsstreit. Vermutlich um 1700 wurde der obere Teil der Mauern abgetragen und eine niedrigere Decke eingezogen. Der Glockenturm von 1766 entspricht dem „Parallelmauertyp“. 1793 wurden die Westfront erneuert, die seitlichen Portale zugemauert und an der Westseite ein neuer Eingang geschaffen. Aufgrund der drohenden Überschwemmungen durch die Ems ist der Fußboden heute anderthalb Meter höher gelegt. Im Zuge einer umfangreichen Kirchenrenovierung von 1959 bis 1969 wurden die hölzerne Flachdecke und die kleineren rundbogigen Fenster an der Nordseite wiederhergestellt, wie es der ursprünglichen romanischen Kirche entsprach. Die mittlerweile vergrößerten Fenster der Südseite blieben erhalten. Im Jahr 2012 wurde ein neues Dreiergeläut von Simon Laudy gegossen.

## Ausstattung

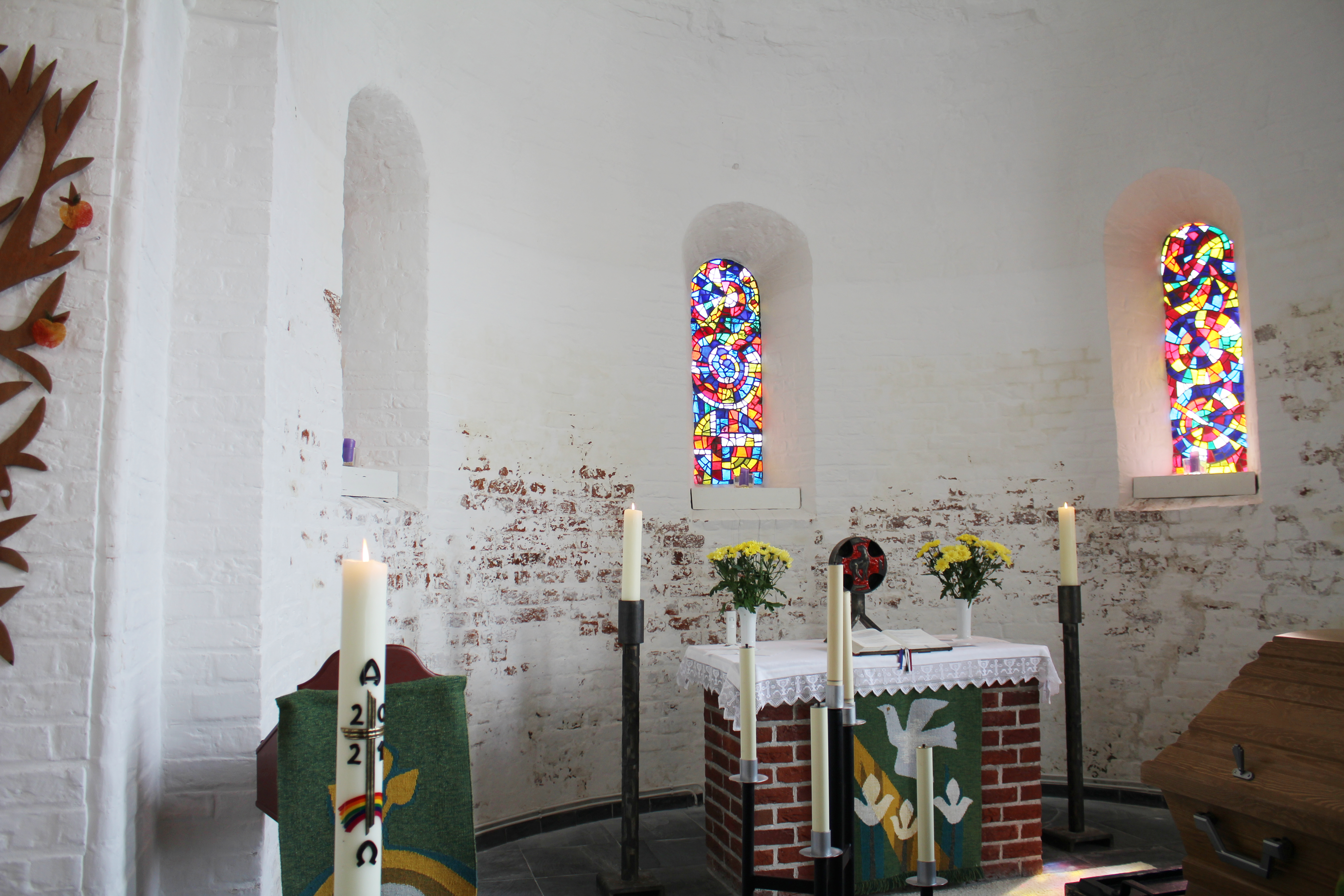
Apsis als Altarraum

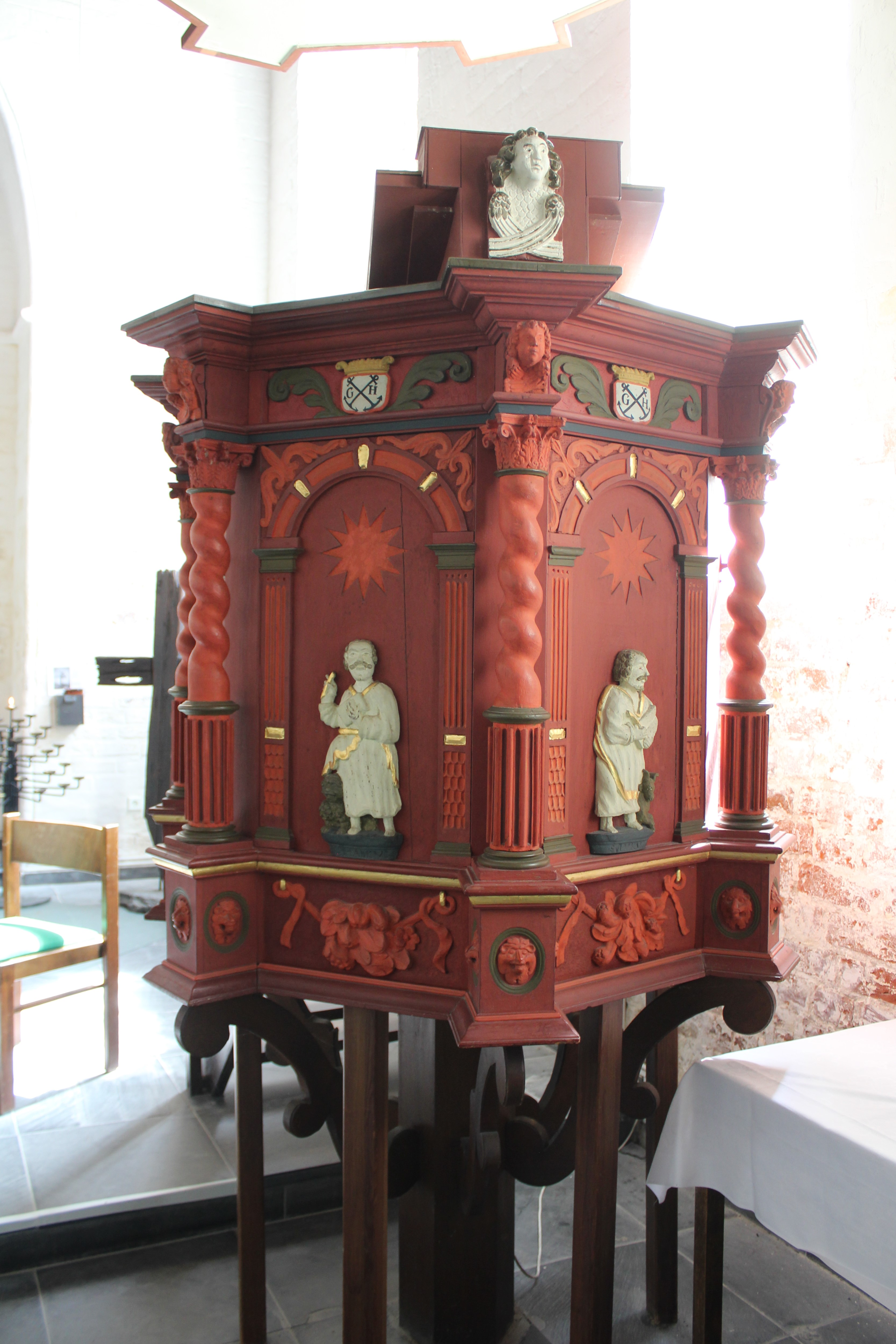
Barockkanzel von 1691

Der Innenraum wird von einer flachen Holzbalkendecke abgeschlossen. Ein großer Rundbogen öffnet die Apsis zum Kirchenschiff. 1966 gestaltete der Künstler Joachim Schubotz (1933–2018) aus Hannover die drei Bleiglasfenster und 1968 das Altarkreuz. Das dunkelgrüne Kirchengestühl wurde 1969 gefertigt und lässt einen Mittelgang frei.
Ältester Einrichtungsgegenstand ist der Taufstein aus gelbem Bentheimer Sandstein aus dem 14. Jahrhundert und diente ursprünglich als Weihwasserbecken. Er ist achteckig und mit Flachreliefs versehen. Der Blockaltar ist aus roten Backsteinen aufgemauert. Die Mensaplatte auf dem Altar aus rotem Sandstein stammt vermutlich aus vorreformatorischer Zeit.
Die hölzerne polygonale Kanzel in roter Fassung datiert aus dem Jahr 1691 und stammt von Frerick Albers. Sie steht auf einem achteckigen Fuß, dessen Voluten den Kanzelkorb stützen. Die auskragenden Gesimskränze werden durch gedrehte Freisäulen verbunden. Die Kanzelfelder sind mit Beschlagwerk verziert und zeigen unter einem Rundbogen die Evangelisten mit ihren Symbolen und aufgeschlagenen Büchern. Frerick Albers hat sich im Buch des Lukas verewigt. Das Wappen der Familie Cromminga verweist auf die Stifterfamilie. Der Schalldeckel hat sieben Auskragungen. An seiner Unterseite ist eine vergoldete Taube angebracht.

## Orgel

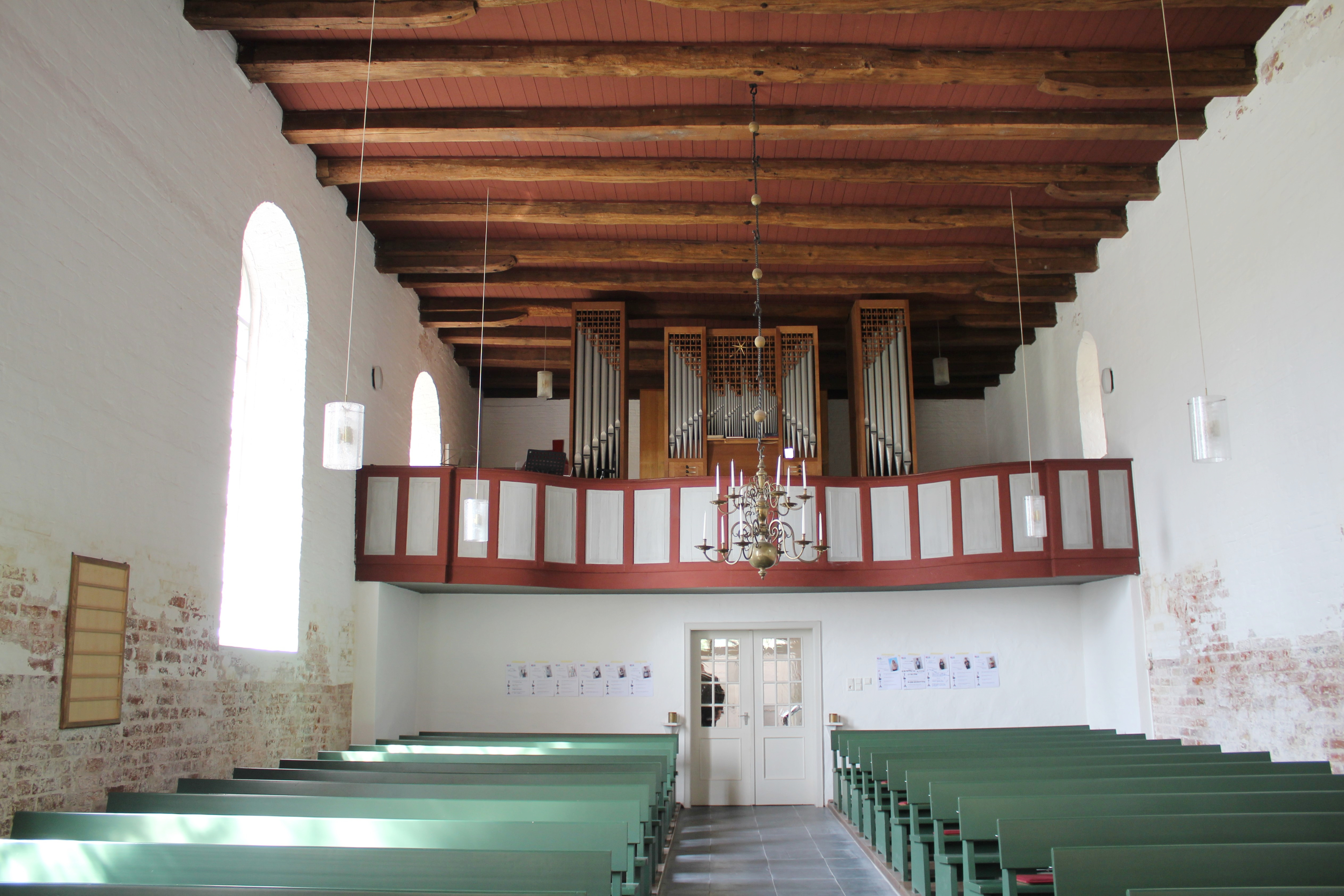
Orgel von 1969

1969 wurde die Orgel von Jürgen Ahrend & Brunzema im Stil des Strukturalismus gebaut. Klanglich orientiert sie sich an der norddeutschen Barockorgel. Das Werk verfügt über 13 Register auf zwei Manualen und Pedal.
| I Hauptwerk C–f3 |            |       |
| 1.               | Praestant  | 8′    |
| 2.               | Rohrflöte  | 8′    |
| 3.               | Oktave     | 4′    |
| 4.               | Nasat      | 2 ⁄3′ |
| 5.               | Oktave     | 2′    |
| 6.               | Mixtur III |       |

| II Oberwerk C–f3 |             |    |
| 7.               | Gedackt     | 8′ |
| 8.               | Rohrflöte   | 4′ |
| 9.               | Flöte       | 2′ |
| 10.              | Oktave      | 1′ |
|                  | Zimbelstern |    |

| Pedal C–f1 |          |     |
| 11.        | Subbaß   | 16′ |
| 12.        | Oktave   | 8′  |
| 13.        | Trompete | 8′  |

- Koppeln: II/I, I/P, II/P